# Coscaga picatalis
Coscaga picatalis là một loài bướm đêm trong họ Noctuidae.